# Wazoo
Pour les articles homonymes, voir Wazoo (homonymie).

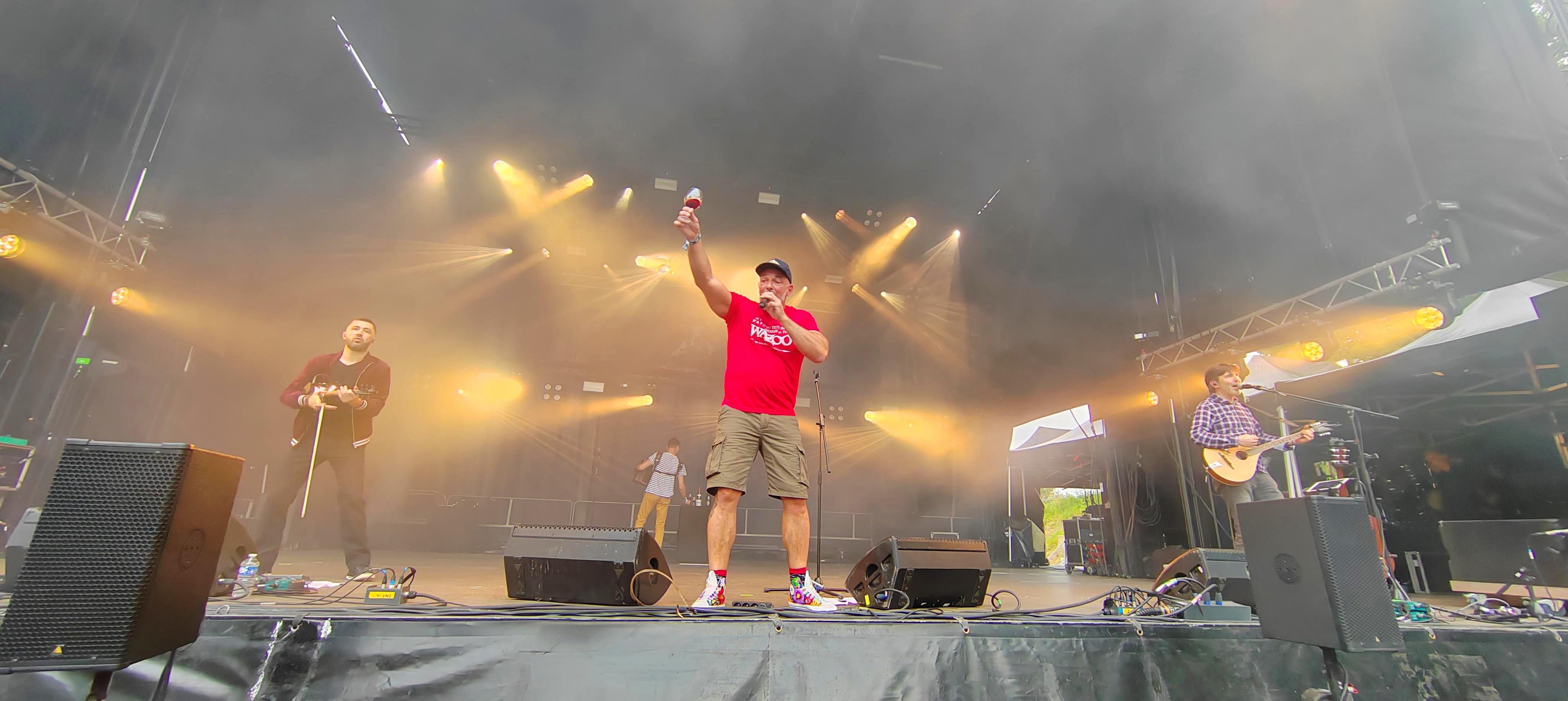
Wazoo au Festival Ô Mauvais Buisson (44), samedi 25 mai 2024

Wazoo est un groupe de musique folk français, originaire de Clermont-Ferrand. Formé en 1999 par Kévin Quicke et Jeff Chalaffre, qui formaient alors un duo appelé RAS depuis 1996, le groupe catégorise son style musical en  « folk festif auvergnat ».

## Biographie
En juillet 1999 parait un premier album (Déroute Arverne) sur lequel figure le single La Manivelle. Le succès est immédiat avec 160 000 albums et 360 000 singles vendus[réf. nécessaire]. Il est suivi en 2001 d'un second opus, Pas de problèmes. Wazoo remonte sur scène en mai 2010 à l'Olympia lors des 25 ans de carrière de Sylvie Pullès, puis sort le single Vogue la vie en 2011. En mars 2013, le combo auvergnat sort son troisième album, Les Forains.
Un quatrième album, intitulé Méfia Te (expression signifiant « Méfie-toi » en occitan auvergnat), sort en mai 2015 suivie d'une tournée de 70 concerts dans toute la France. Dans ce nouvel opus, le groupe évoque les exploits du bandit Mornac ou encore des sportifs auvergnats Romain Bardet, Aurélien Rougerie, Olivier Merle et Renaud Lavillenie. La langue occitane y a également une place d'honneur puisqu'en plus du titre en occitan auvergnat, est comprise une reprise de la chanson traditionnelle Ai vist lo lop et traduite en français. La même année, le Franco-Mauricien Willy William, considéré comme le remixeur no 1 en France, propose une ré interprétation de La Manivelle de Wazoo.
En 2016, Wazoo enregistre le titre Au village à la demande de VVF Villages. En 2017, le groupe intègre de nouveaux musiciens, Charlie Glad au violon et Grégory Chauchat à l'accordéon, et sort son cinquième album intitulé L'amour sera toujours dans nos prés, suivi d'une tournée de plus de 70 dates sur 2 ans. Le clip de la chanson L'Amour sera toujours dans nos prés, titre de l'album, est tourné avec Fanny Agostini dans le Sancy. On retrouve dans l'album un duo avec le languedocien Ricoune pour revisiter La Boiteuse, l’hymne des troisièmes mi-temps de rugby. Figure aussi le morceau La Vie en drôle écrit avec des élèves de CM1 de Mezel dans le cadre du dispositif « La Fabrique à Chansons » de la SACEM. Avec ce titre, Wazoo remporte le coup de cœur du personnel SACEM et celui des auditeurs de France Bleu. En 2019, pour célébrer ses 20 ans de scène, Wazoo sort un best of intitulé On a pris cher regroupant les 28 meilleurs titres de leurs cinq albums et entame une tournée de 40 dates.
Le sixième album du groupe Arverne, intitulé Agriculteurs et sorti le 25 mars 2020, est une ode au monde paysan. Avec ce dernier opus, le groupe confirme sa volonté de défendre une musique rurale. Pour soutenir le monde agricole privé de salon de l'agriculture en février 2021, Wazoo fait le buzz avec son concours du taureau le plus sexy de l'année.
En janvier 2023 Wazoo sort le single Ovalie, en hommage à la vache Salers égérie du Salon de l'agriculture 2023. Un titre composé par Jeff Chalaffre avec l'aide d'élèves du lycée agricole d'Aurillac. De mai 2022 à octobre 2023, Wazoo a effectué 74 concerts.
Début 2024, la chanson « Agriculteurs » de Wazoo connaît un succès retentissant sur TikTok, devenant un hymne emblématique de la crise agricole et un symbole des manifestations paysannes. Ce titre est largement repris et partagé, témoignant de son écho dans le monde rural et auprès du grand public.
En mars 2024, le groupe célèbre ses 25 ans de carrière avec la sortie de son septième album. Cet événement s'accompagne d'une tournée de 35 dates à travers la France, dont un concert exceptionnel au sommet du Puy de Dôme devant plus de 3 000 spectateurs.